# Paphiopedilum barbatum
Espèce
Paphiopedilum barbatum est une espèce d'orchidées du genre Paphiopedilum originaire d'Asie du Sud-Est.